# Karl Werkmeister
Karl Werkmeister (geboren am 20. März 1898 in Gütersloh; gestorben am 14. Oktober 1976 in Minden) war ein deutscher Diplomat.

## Leben
Karl Werkmeister besuchte das Real-Gymnasium in Minden. Von August 1915 bis April 1918 war er Soldat im Ersten Weltkrieg und wurde im März 1917 zum Leutnant befördert. Von 1918 bis 1920 studierte Werkmeister Jura in Berlin und wurde 1921 zum Dr. iur. promoviert. Seit 1918 leistete er Hilfsarbeiten im Auswärtigen Amt und war im Jahr 1919 bei der deutschen Waffenstillstandskommission im Referat für Kriegsgefangenenfragen eingesetzt.
Werkmeister trat im Mai 1921 in den auswärtigen Dienst ein. Er war zunächst in Brüssel, Barcelona, Kowno, New York, Budapest (1937–1938) und Paris eingesetzt. 1934 heiratete er die Belgierin Rachel van Laere.
Zu Beginn des Zweiten Weltkriegs war er kurzzeitig zur Heeresgruppe B abgeordnet, am 1. Oktober 1940 trat er der NSDAP bei. Von November 1940 bis März 1944 war er als Gesandtschaftsrat I. Klasse an der Botschaft des Deutschen Reichs in Budapest im verbündeten Ungarn tätig. In einem seiner Berichte an das Auswärtige Amt schlug Werkmeister am 26. September 1942 vor, die ungarische Regierung deutscherseits zu zwingen, den Juden in Ungarn die Radiogeräte wegzunehmen.
1944 wurde er in Berlin Referatsleiter für die Slowakei, Ungarn und den Balkan. In Ungarn wurden zwischen März und Juli 1944 die Juden ghettoisiert und 437.402 von ihnen nach Auschwitz deportiert. Im September 1944 war er erneut in Budapest tätig, im Oktober erfolgte dort der von den Deutschen lancierte Putsch der Pfeilkreuzler.
Nach Kriegsende leitete Werkmeister ab Herbst 1945 den Aufbau des German Economic Advisory Board (GEAB). Im Januar 1947 war Werkmeister stellvertretender Leiter des Zentralamtes für Wirtschaft (ZAW) und Leiter der Personalabteilung.
Ab September 1950 war er für das Bundesministerium für Angelegenheiten des Marshallplanes stellvertretender Leiter bei der OEEC in Paris, seit März 1951 im Amte eines  Ministerialdirektors, von April 1951 an leitete er die Vertretung. Diese ging im Dezember 1957 in den Geschäftsbereich des Außenministeriums über und Werkmeister erhielt den Titel eines Botschafters. Im April 1961 wurde er Botschafter in Stockholm und im März 1963 ging er in den Ruhestand.
1954 wurde Werkmeister mit dem Großen Verdienstkreuz mit Stern der Bundesrepublik Deutschland ausgezeichnet.